# Серрамоначеска
Серрамоначеска (італ. Serramonacesca) — муніципалітет в Італії, у регіоні Абруццо, провінція Пескара.
Серрамоначеска розташована на відстані близько 140 км на схід від Рима, 60 км на схід від Л'Аквіли, 26 км на південь від Пескари.
Населення — 566 осіб (2014).

## Демографія
Населення за роками:

Станом на 1 січня 2023 року в муніципалітеті офіційно проживало 39 іноземців з 11 країн, серед них 11 громадян країн Євросоюзу та 1 громадянин України.

## Сусідні муніципалітети
- Казалінконтрада
- Леттоманоппелло
- Маноппелло
- Преторо
- Роккамонтеп'яно